# Emboscada de La Quebrada Riecito
La Emboscada de la Quebrada Riecito fue un ataque de las Fuerzas Armadas Revolucionarias de Colombia (FARC-EP), ejecutado el 16 de junio de 1987, contra una columna del Batallón Cazadores que se movilizaba en la vía que de Puerto Rico conduce a San Vicente del Caguán, en el norte del Caquetá. La emboscada ejecutada de manera deliberada, pese a la existencia de una tregua entre el gobierno y la guerrilla marxista, se saldó con la muerte de 27 militares, en lo que constituyó el mayor golpe a las tropas del gobierno desde la fundación de las FARC-EP. El proceso de paz formalizado con los acuerdos de La Uribe (firmados en marzo de 1984), entró a partir de ese momento en un periodo de resquebrajamiento progresivo que terminó con el asalto de Casa Verde en diciembre de 1990.

## Antecedentes
Como parte de la política definida por el gobierno de Belisario Betancur y luego de una fase de conversaciones realizada a través de una comisión de paz, el 30 de marzo de 1984 firman los Acuerdos de La Uribe con las FARC-EP. Entre otras disposiciones, como la búsqueda conjunta de una salida política al conflicto y la creación de un partido que sirviera como plataforma a la desmovilización de los guerrilleros, se estableció un cese de hostilidades declarado a partir del 28 de mayo de 1984, fecha del aniversario de las FARC-EP.
Sin embargo, la ambigua actitud de las FARC-EP respecto al tema de la dejación definitiva de las armas, y la multiplicación de la denominada Guerra sucia por parte de los paramilitares y la Fuerza Pública, llevó el proceso a un progresivo resquebrajamiento en el que se multiplicaron los choques y las hostilidades entre la Fuerza Pública y la subversión. Hasta mediados de 1987 específicamente en Caquetá, la situación parecía más estable pues el departamento era considerado la "tierra de promisión" de la tregua y el "laboratorio de la paz". A diferencia de otras zonas como el Magdalena Medio, Cauca o Urabá, las selvas del Caquetá habían conocido desde el cese al fuego un desarrollo mucho más político que militar. El Movimiento 19 de abril (M-19) había retirado sus fuerzas de la región en noviembre de 1985 y la guerra sucia no se había implantado allí, pese a que en las elecciones de 1986, la Unión Patriótica (UP) había logrado la victoria en cuatro municipios: Puerto Rico, El Paujil, La Montañita y Cartagena del Chairá. Además hacía poco, en abril de 1987, el consejero presidencial para la Rehabilitación, Carlos Ossa Escobar, había estado en Remolinos del Caguán entrevistándose con los jefes de los frentes 14 y 15, alias Avelino Ruiz y Jorge Briceño Mono Jojoy.

## Preludio
En la tarde del martes 16 de junio de 1987, dos camiones del Ejército Nacional –identificados con los números 340 y 317-  se movilizaban por la carretera que de Puerto Rico conduce a San Vicente del Caguán en Caquetá. Llevaban dos pelotones de tropa, 83 soldados en total, pertenecientes a una compañía de infantería regular del Batallón Cazadores, reclutados como parte del 1 contingente de 1986 en Bogotá, y estaban al mando del Capitán Luis Moreno Buitrago. Los uniformados venían de realizar una actividad de reconocimiento previa a la realización de una campaña cívico-militar en el área de El Paujil, El Doncello y Puerto Rico. Allí mismo, unidades de los ingenieros militares trabajaban en la construcción de una carretera, que comunicaría Florencia con el norte del Caquetá.
Los camiones avanzaban por una carretera destapada que cruza el terreno llano salpicado de pastizales y algunas matas de monte característico del norte de Caquetá, cuando sobre las 4:40 de la tarde en el sector de La Lusitania, cruzaron el puente sobre la quebrada Riecito y se internaron en una garganta de tierra con barrancos de roca amarilla dominando ambos costados de la carretera.
El primer vehículo el Número 340, a bordo del cual iba el capitán Moreno y 39 soldados, se movía 200 metros adelante del segundo automotor, donde el teniente Arce iba al mando de igual número de uniformados. Sobre las 4:45 el primer vehículo fue atacado con cargas explosivas, 300 metros adelante del puente sobre la quebrada Riecito, mientras el segundo carro, el número 317, que marchaba detrás y a 100 metros del puente, fue atacado con ráfagas de fusil, ametralladoras y granadas de mano. El dispositivo de la emboscada abarcaba 1500 metros. Minas Claymore y bombas artesanales contenidas en cantinas de leche, habían sido sembradas en un extenso terreno, mientras unos 140 insurgentes, esperaban atrincherados sobre los barrancos que daban a la vía. En una elevación que dominaba la carretera por su margen derecha, en el cierre del dispositivo de la emboscada, se había instalado una ametralladora punto 30 con la que se atacaba el área donde precisamente quedó el primer vehículo. Los frentes 14 y 15 del Bloque Sur de las FARC-EP al mando de Avelino Ruiz y Jorge Briceño –más tarde miembro del secretariado- fueron los encargados de llevar a cabo el ataque.

## La emboscada
El primer camión, atacado con cargas de dinamita 300 metros adelante del puente de Riecito,  recibió de lleno una de las explosiones que lo dejó volcado y atravesado en la vía; allí, además quedó expuesto a los disparos de la punto 30.  Los guerrilleros abrieron fuego sobre los ocupantes del automotor, 10 de los cuales cayeron muertos con el primer impacto, pero el resto, incluido el capitán Moreno logró ponerse a cubierto en las cunetas de la carretera, mientras 3 de los 39 pasajeros de la caja del camión,  se quedaron parapetados en él, repeliendo el ataque con sus fusiles. Los soldados consiguieron asegurar inicialmente la vía, pero la situación se complicó cuando los subversivos también empezaron a avanzar por las colinas circundantes, apretando el cerco.
Mientras, 200 metros atrás y luego de la primera explosión, el otro camión trato de dar marcha atrás, pero los guerrilleros también bloquearon su retirada con un bombazo. En ese momento mientras los soldados tomaban posiciones de defensa dentro del vehículo, este fue atacado con ráfagas de ametralladora, quedando muertos y heridos varios uniformados. Dominando las elevaciones a ambos costados del camino, en lo alto de los barrancos circundantes, los guerrilleros tienen rodeados a los soldados y están fuertemente posicionados sobre las rocas del flanco izquierdo. En respuesta, los suboficiales que están al mando del pelotón,  el cabo Rafael Alonso Correa y el cabo Nicolás Ramírez intentan tomar las peñas, mientras son cubiertos por el Teniente Arce y los soldados que estaban parapetados en las cunetas de la carretera y en un barranco que está al lado de la vía. El soldado Fuquen dispara desde ese punto con la ametralladora. 
Correa sube por la izquierda acompañado de otro suboficial y 2 soldados que vienen 30 metros más atrás de ellos; por la derecha ataca Ramírez. Pero mientras asciende, el cabo Ramírez es herido de muerte dejando su flanco desprotegido; poco después Fuquen que disparaba la ametralladora también es abatido por los rebeldes que desde el costado derecho, causan más bajas a las filas oficiales.

## Repliegue de la guerrilla
Mientras el segundo pelotón se defendía encarnizadamente, la situación en el primer pelotón era difícil. Teniendo dominadas las crestas, los insurgentes continuaban con el ataque y pedían la rendición de los sobrevivientes. El capitán Moreno fue rafagueado desde una de las peñas, pero continúo disparando sin responder a las indicaciones que le hacían para que se rindiera, hasta que los guerrilleros lo remataron con granadas y bombas. Fue entonces que los rebeldes comenzaron a lanzar gases, y cubiertos con ellos avanzaron sobre el primer vehículo. Robaron armas, equipos y municiones, mientras unos pocos soldados continuaban haciendo resistencia.
En el otro frente de la emboscada, los soldados del teniente Arce lograron controlar la situación en el flanco derecho y repeler el fuego enemigo, concentrando sus esfuerzos en apoyar el avance del cabo Correa por la izquierda. Este logró alcanzar la trinchera de los guerrilleros, que empezaron la retirada sobre las 6 p. m.; en ese instante Correa fue herido con un tiro en la ingle, mientras los rebeldes escapaban por los montes aledaños. El segundo pelotón había sufrido 7 muertos y 15 heridos en el asalto,  pero había conseguido repeler el ataque a pesar de que los soldados no portaban el armamento adecuado para enfrentar la magnitud de la emboscada. Los últimos intercambios de disparos continuaron intermitentemente hasta cerca de las 7 de la noche.

## Militares abatidos
- Capitán Luis Moreno Buitrago
- Cabo primero Nicolás Ramírez
- Soldados Pedro Rodríguez Rojas, Jaime Rodríguez Triana, Julio Rivera González, Gabriel Ríos García, Ángel Rodríguez Baquero, Fernando Torres Ramírez, Juan de Dios Torres Chiguazaque, Nelson Villalba Villalba, Abel Antonio Valencia, Agustín Vásquez Quiroga, Jorge Enrique Garcés, Mauricio Arboleda Claros, Edgar Orlando Cruz Chaparro,  José Roberto Díaz Ospina, Julio César Díaz Zabala, 0rlando Domínguez Ramírez, Jesús Hernando Fuquen, Víctor Orlando Gamboa Tapiero, Emiliano Galán Díaz, Pompilio Garavito Viasus, Carlos Alberto Guarin, Cristóbal Chávez Torres, Alberto León Arias, y Jesús María Velásquez.[5]

## Reacciones de la prensa
- El Espectador: "prueba palpable de la falta de buena fe" de los guerrilleros con los pactos firmados.
- El Tiempo, bajo el título de "¡Basta ya, bandoleros!”, llamó a la ruptura de las conversaciones.
- El Siglo, lo acaecido en el Caquetá es "la comprobación de que la subversión se halla en guerra a muerte contra el Ejército Constitucional y contra el Estado de Derecho".[3]

## Consecuencias
La deliberada emboscada tendida contra la columna del Ejército Nacional, se constituyó en un golpe demoledor para la confianza de las partes involucradas en el proceso de paz y prácticamente representó el principio del fin del cese bilateral al fuego. Días después, el gobierno de Virgilio Barco declaró que la tregua con las FARC-EP no se respetaría en las regiones donde se presentaran ataques guerrilleros. La dinámica del conflicto y las crecientes acusaciones mutuas de torpedear el proceso o de favorecer la guerra sucia, llevó primero a un escalamiento progresivo de las hostilidades y luego a la ruptura total de las conversaciones de paz en diciembre de 1990. Jacobo Arenas jefe ideológico de las FARC-EP explicó los hechos con la siguiente frase: "Los acontecimientos del pasado 16 de junio en Puerto Rico, Caquetá, son la consecuencia, sin duda, de una serie de vacíos en el tratamiento que se le ha venido dando a los problemas de la guerra y la paz en las actuales circunstancias".